# Distretto di Buenos Aires (Piura)
Il distretto di Buenos Aires è uno dei dieci distretti della provincia di Morropón, in Perù. Si trova nella regione di Piura e si estende su una superficie di 245,12 chilometri quadrati.

Istituito il 20 gennaio 1944, ha per capitale la città di Buenos Aires; nel censimento 2005 contava 9.165 abitanti.